# Луцк
Луцк (на украински: Луцьк; на руски: Луцк; на полски: Łuck) е град в Украйна, административен център на Волинска област. Пощенският му код е 43000.
Намира се в Северозападна Украйна. Има население от 202 900 жители (2005) и обща площ от 42 km2.
Основан е през 1085 г.

## Личности
Родени в Луцк
- Альойзи Фелински, полски поет, драматург и преводач